# Tentative de coup d'État de 1981 en Mauritanie
La tentative de coup d'État de 1981 en Mauritanie est une violente tentative de coup d'État survenue en Mauritanie le 16 mars 1981. 

## Déroulement
La tentative de coup d'État, organisée par des éléments du mouvement militaire et d'opposition Alliance pour une Mauritanie démocratique (en) (AMD), a été menée par le lieutenant-colonel Ahmed Salem Ould Sidi et le lieutenant-colonel Mohamed Abdelkader, et a donné lieu à de violents combats dans la capitale Nouakchott, avant que les conspirateurs ne soient vaincus par les troupes fidèles au Chef de l'État (président du CMSN), le colonel Mohamed Khouna Ould Haidalla.
Les deux lieutenants-colonels, qui dirigeaient les commandos responsables de l'attaque du Palais présidentiel, du bâtiment de la radio et de l'État-major de l'armée, étaient accusés par le CMSN de haute trahison, désertion, meurtre et intelligence avec l'ennemi. 
Abdelkader (ancien commandant de l'armée de l'air (en)) a été tué dans les combats, tandis que Sidi (ancien Vice-président du CMSN) a ensuite été exécuté. 
Le 25 avril, Haidalla et le CMSN ont décidé de remplacer le gouvernement civil naissant de Sid Ahmed Ould Bneijara (en) (nommé le 12 décembre 1980) par un gouvernement militaire de six membres dirigé par le colonel Maaouiya Ould Sid'Ahmed Taya. 